# Lago Tomasee
O Lago Tomasee é um lago de localizado na face norte da Montanha de Piz Badus, acima da aldeia de Tschamut, no cantão de Grisons, Suíça. 
A sua superfície é 2,5 ha. Este lago é considerado a fonte do Rio Reno Anterior e é também considerado a fonte oficial do Rio Reno (a fonte do Reno Posterior está acima de Hinterrhein, em 46,499 9,065°N°E).